# Henry Keble
Sir Henry Keble (fallecido en abril de 1517) fue un comerciante de comestibles y alcalde de Londres en 1510, en el segundo año del reinado del rey Enrique VIII.

## Vida
Sir Henry fue un destacado comerciante de comestibles en Londres. Fue un Mercader del Staple en Calais. Originalmente era de Coventry, pero se había establecido en la parroquia de Santa María Aldermary. 
Fue seis veces Maestro de la Compañía de Comerciantes de Comestibles. Dejó legados a la compañía y donó £1,000 para reconstruir la iglesia de Santa María Aldermary.
Sir Henry también fue concejal. Fue Sheriff de Londres en 1503 y alcalde en 1510.
La hija de Keble, Alice (fallecida en 1521), se casó primero con Sir William Browne (fallecido el 3 de junio de 1514) y, después de su muerte, con William Blount, cuarto Barón de Mountjoy. 
En 1515 Keble, su yerno, Lord Mountjoy, y otros compraron el señorío de Apethorpe en Willybrook Hundred, Northamptonshire. Dejó Apethorpe sucesivamente a su hijo, George Keble, y a William Lord Mountjoy y Alice su esposa, con la reserva a John Browne, hijo de Alice por Sir William Browne, fallecido alcalde de Londres.